# Lacrymaria lacrymabunda
Lacrymaria lacrymabunda (Pierre Bulliard, 1785 ex Narcisse Théophile Patouillard, 1887), sin. Psathyrella velutina Christian Hendrik Persoon, 1801 ex Rolf Singer, 1949), Psathyrella lacrimabunda (Pierre Bulliard, 1785 ex Meinhard Michael Moser, 1953), este o specie saprofită de ciuperci comestibile din încrengătura Basidiomycota, în familia Psathyrellaceae și de genul Lacrymaria, numită în popor văduvă plângăcioasă. Buretele se poate găsi în România, Basarabia și Bucovina de Nord, nu rar și atunci adesea în mase, dea lungul drumurilor, în parcuri, grădini, prin pășuni bogate în substanțe nutritive și chiar la marginea pădurilor. Timpul apariției este din mai până în noiembrie.

## Taxonomie

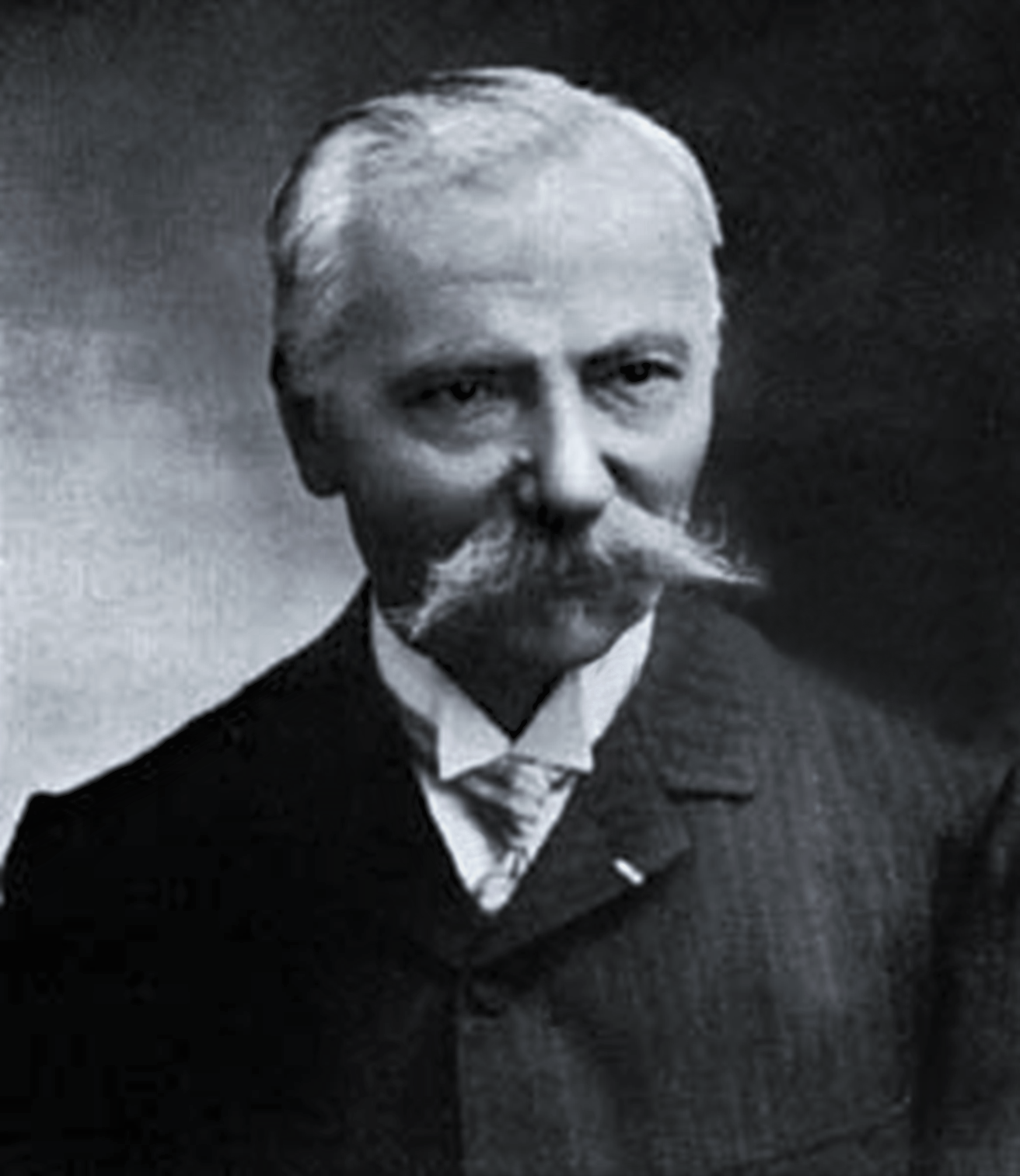
Narcisse Théophile Patouillard

Specia a fost determinată pentru prima dată de micologul francez Pierre Bulliard ca Agaricus lacrymabundus în volumul 5 al marii sale opere Herbier de la France ou, Collection complette des plantes indigenes de ce royaume din 1785.
În 1887, compatriotul lui, Narcisse Théophile Patouillard, a creat genul nou Lacrymaria și a transferat soiul sub denumirea actuală (2018), de verificat în volumul 1 al lucrării sale Les Hyménomycètes d’Europe - Anatomie et Classification des Champignons Supérieurs - Matériaux pour l’Histoire des Champignons din 1887.
În a doua jumătate al secolului al xx-lea, un alt nume generic a fost preferat de mulți micologi, anume Psathyrella, după ce mai întâi micologul german Rolf Singer a schimbat numele în Psathyrella velutina într-o publicație în jurnalul științific argentinian Lilloa sub titlul Agaricales» (Mushrooms) in Modern Taxonomy (1949), apoi renumitul micolog austriac Meinhard Michael Moser în Psathyrella lacrimabunda, de citit în volumul 2 al cărții sale Blätter- und Bauchpilze (Agaricales und Gastromycetes) - Kleine Kryptogamenflora Mitteleuropas din 1953. Astfel micologul francez Marcel Bon s-a ținut de termenul lui Moser, iar italianul  Bruno Cetto la cel al lui Singer. Aceste două denumiri mai sunt folosite câteodată până în prezent.
Ciuperca a mai fost descrisă de multe ori sub diverse alte denumiri care sunt văzute sinonim, dar nu sunt folosite, astfel pot fi neglijate. O selecție, bazând pe Index Fungorum (vezi mai sus), se poate citi în înfocasetă.

## Descriere

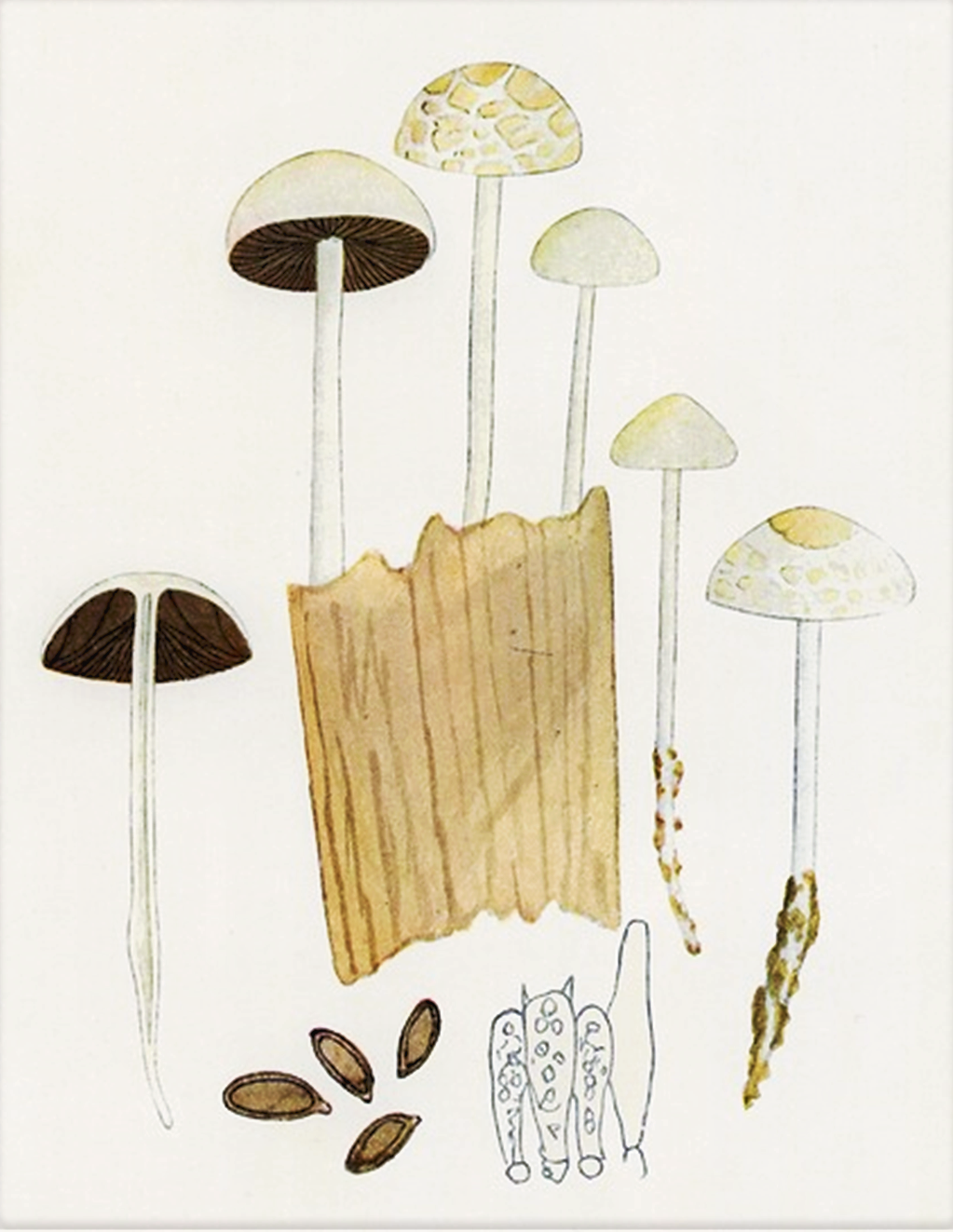
Bres.: Psilocybe cernua var. areolata

- Pălăria: are un diametru de 3-8 (10) cm, este destul de cărnoasă și amenajată central peste picior, fiind în primul stadiu în formă de clopot apoi semisferică cu marginea răsfrântă către interior, iar la bătrânețe plană, ușor adâncită în mijloc, prezentând acolo câteodată un gurgui turtit și nu prea semnificativ, marginea fiind prevăzută, datorită vălului parțial, cu un șir de franjuri. Cuticula este uscată, dar la umezeală lipicioasă și unsuroasă, slab pâsloasă, catifelat-fibroasă, prezentând uneori niște solzișori foarte fini și repede trecători, de asemenea rămășițele vălului. Coloritul tinde de la gri-brun peste maroniu-ocru, portocaliu-roșcat până la brun, primind odată cu bătrânețea sau pe vreme uscată un colorit slab ocru-gălbui sau crem-gălbui.
- Lamelele: sunt lungi, destul de subțiri, aglomerate, cu lame intercalate și inegale precum neaderente la picior respectiv acolo umflate, atingându-l ușor. Coloritul variază, depinde de vârstă, între maroniu, brun închis, brun-violet și negru, marginile muchiilor fiind mereu albicioase. Ele sunt acoperite la început de o cortină groasă și albuie al vălului parțial care se dizolvă cu timpul. Au proprietatea de a secreta din abundență o soluție apoasă, când solul este suficient de umed care este la început transparentă, devenind apoi din ce în ce mai cenușie (de culoarea plumbului). Fluența odată uscată colorează muchiile lamelelor și marginile răsfrânte ale pălăriei negricios.
- Piciorul: are o înălțime de 4-8 cm și o lățime de 0,7-1 (1,5) cm, este destul de cărnos, fragil, cilindric și puțin îngroșat, dar niciodată cu o volvă la bază precum gol pe dinăuntru. Inelul este la început alb, fibros, cu aspect de vată, dar după relativ scurt timp dispare. Rămâne o zonă inelară punctată negricios din cauza pulberii sporilor. Tija este netedă și albicioasă deasupra inelului, iar fin solzoasă, cu un ton de ocru precum striată vertical maroniu în partea inferioară.
- Carnea: este în pălărie destul de compactă, fragilă, inițial alb-gălbuie, apoi ocru-maronie, adesea cu nuanțe roșiatice. Mirosul este foarte slab aromatic, gustul la ciuperci tinere nu neplăcut, dar cu avansarea în vârstă din ce în ce mai amară. Ea nu se decolorează după o secțiune.[3][4]
- Caracteristici microscopice: are spori larg elipsoidali în formă de lămâie, hialini (translucizi), verucoși cu un por de germen mare, și au o mărime de 8–11,5 × 5–6,5 microni. Pulberea lor este negricioasă. Basidiile cu 4 spori au un conținut tare refringent. Cistidele pe marginea muchiilor apar în grupuri, având formă de măciucă cu vârfuri umflate și de obicei cu o mărime de 90 x 12 microni în diametru.[10]
- Reacții chimice: Carnea se colorează cu anilină respectiv fenol încet roz.[11]

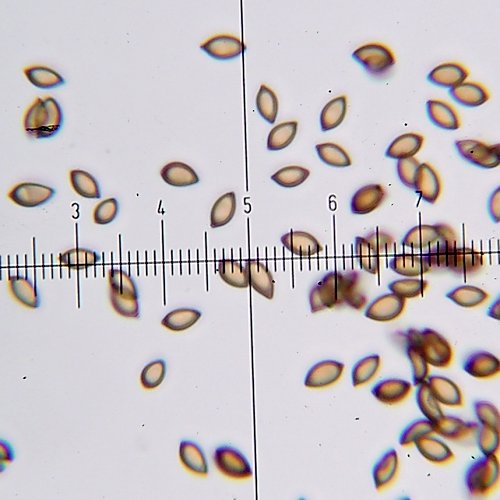
L. lacrymabunda, spori
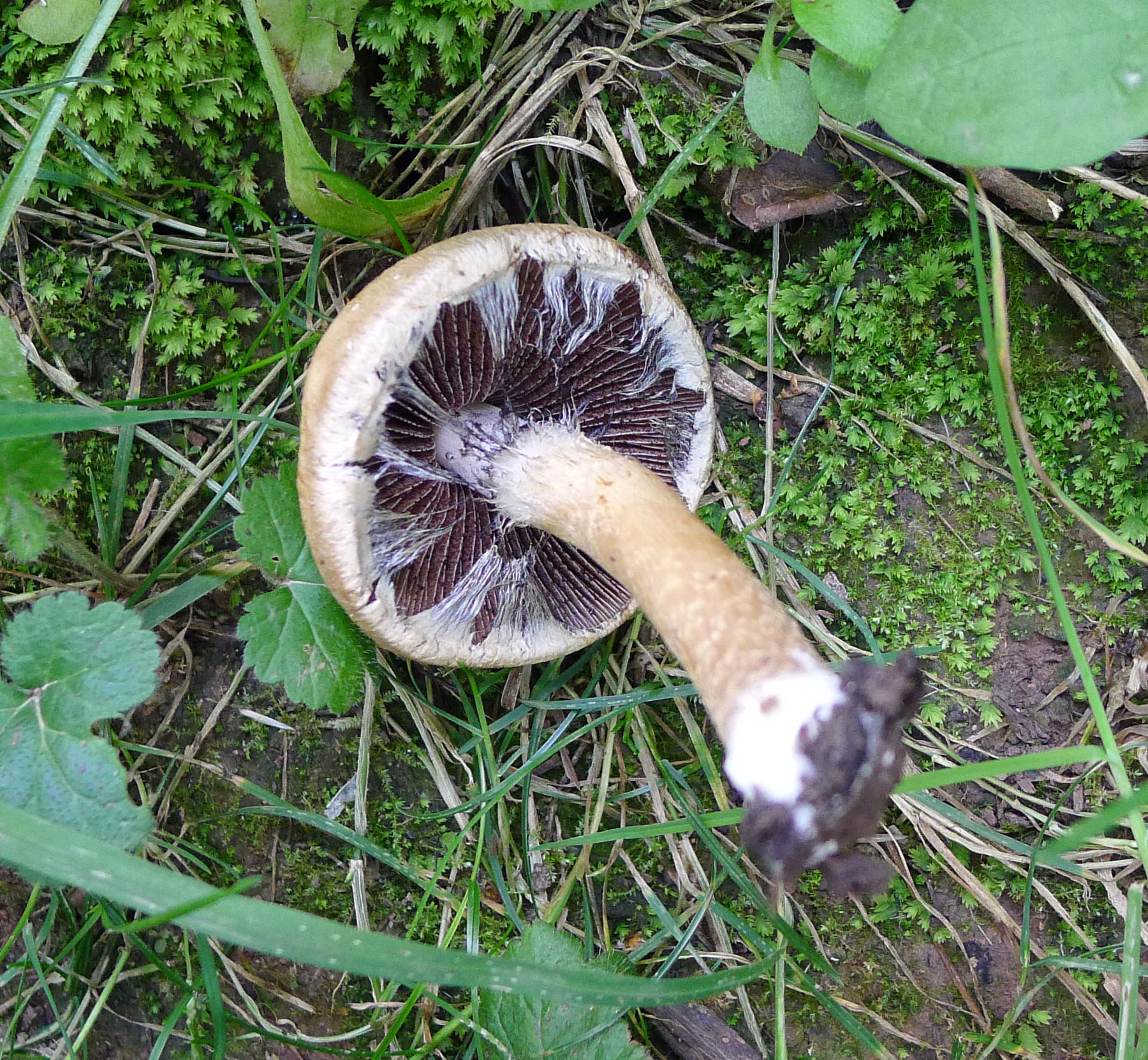
L. lacrymabunda, lamele cu văl, picior
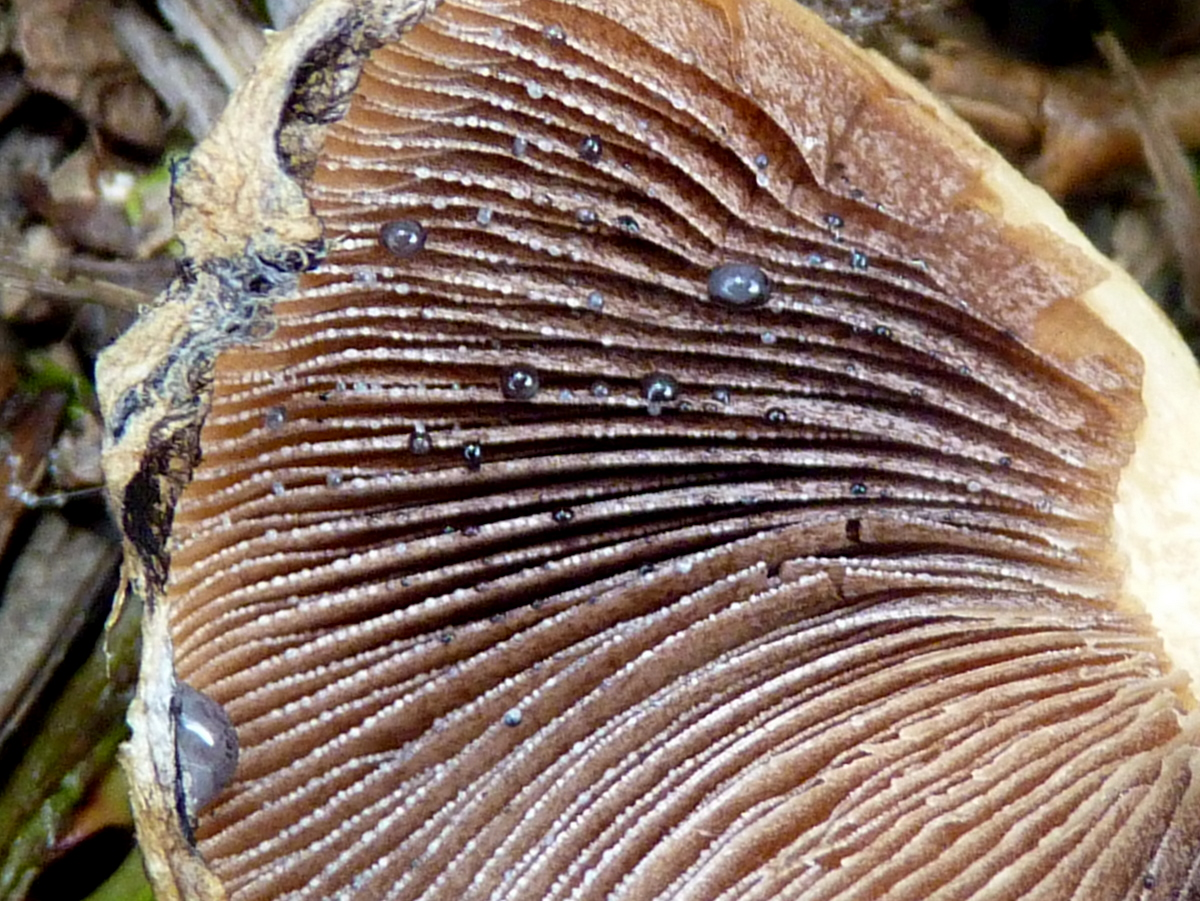
L. lacrymabunda, lamele cu lăcrimioare
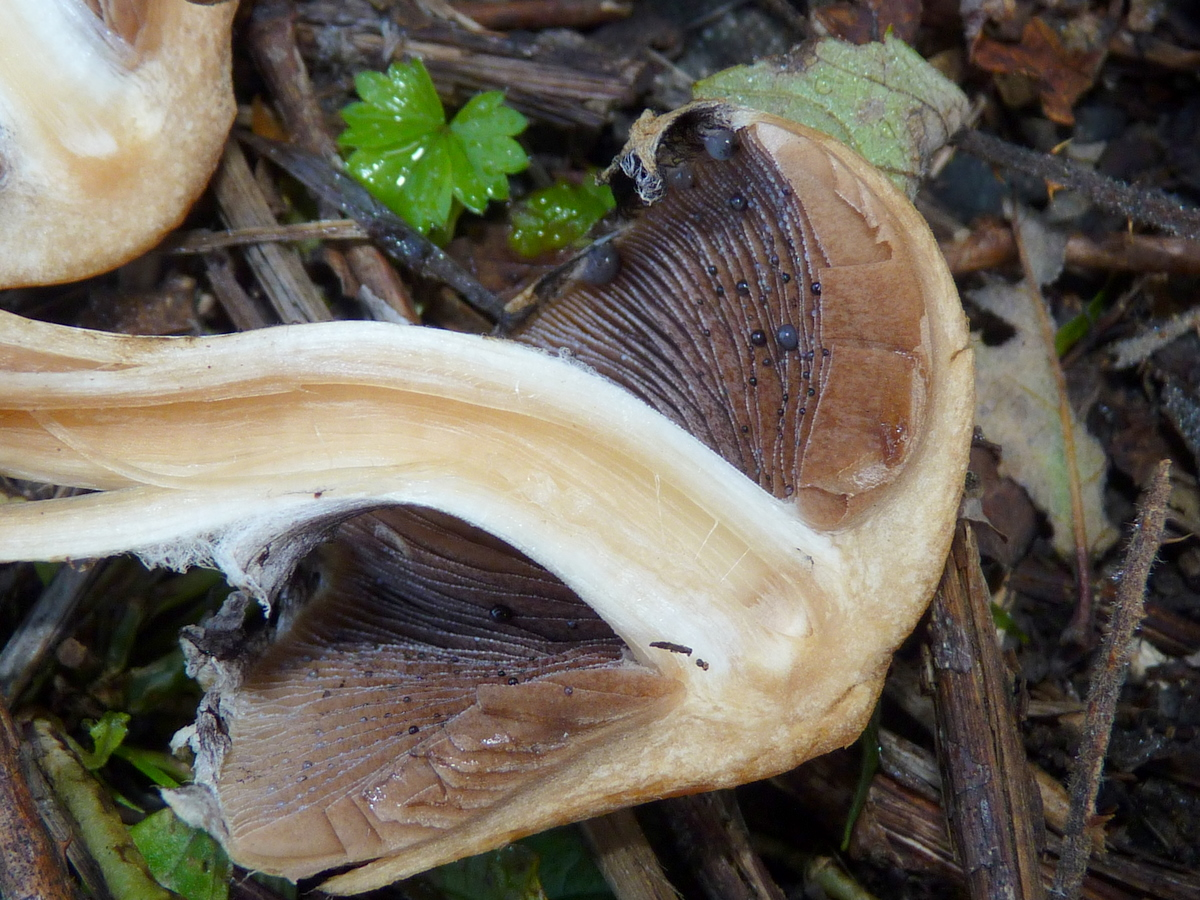
L. lacrymabunda, secțiune longitudinală
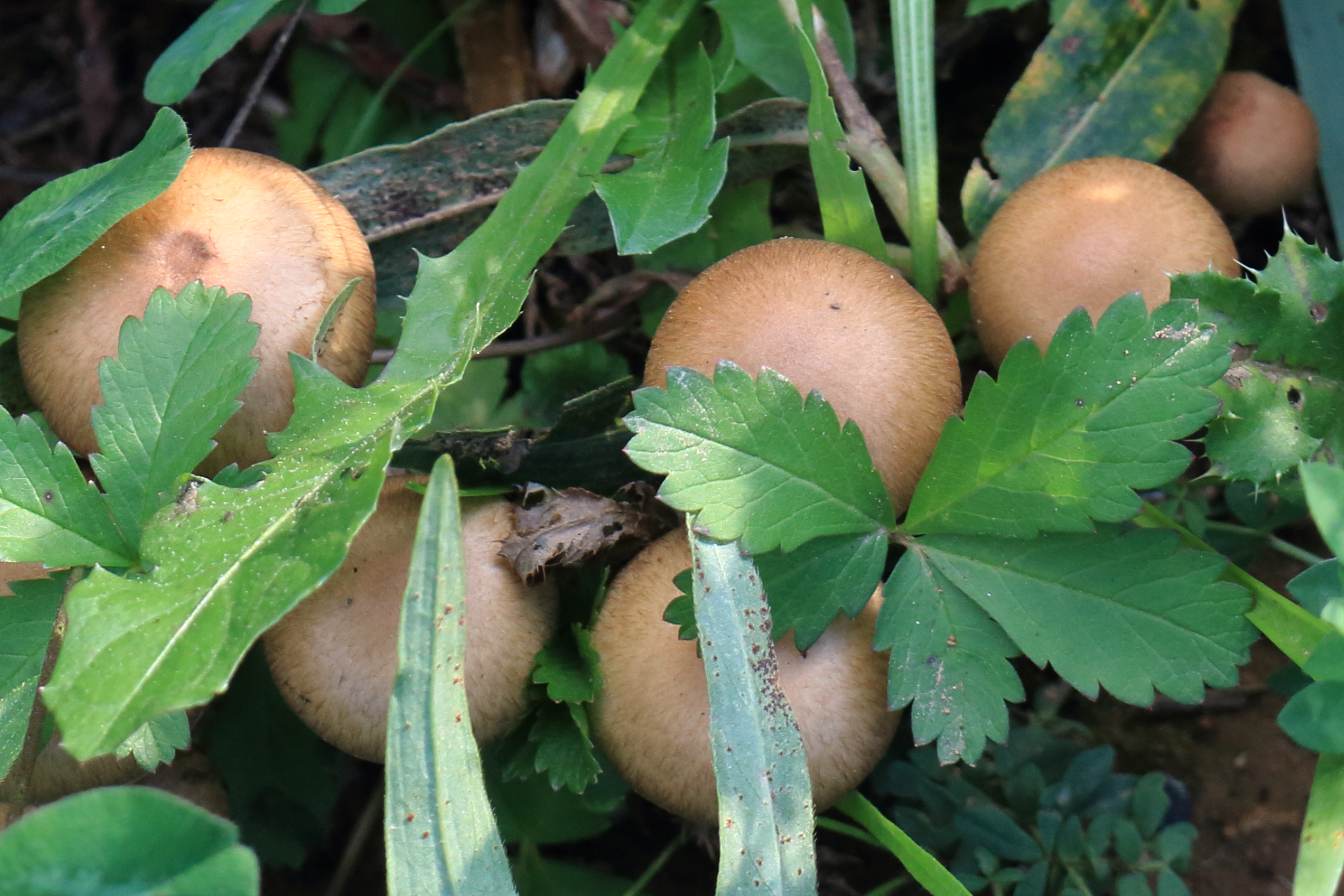
L. lacrymabunda tineri
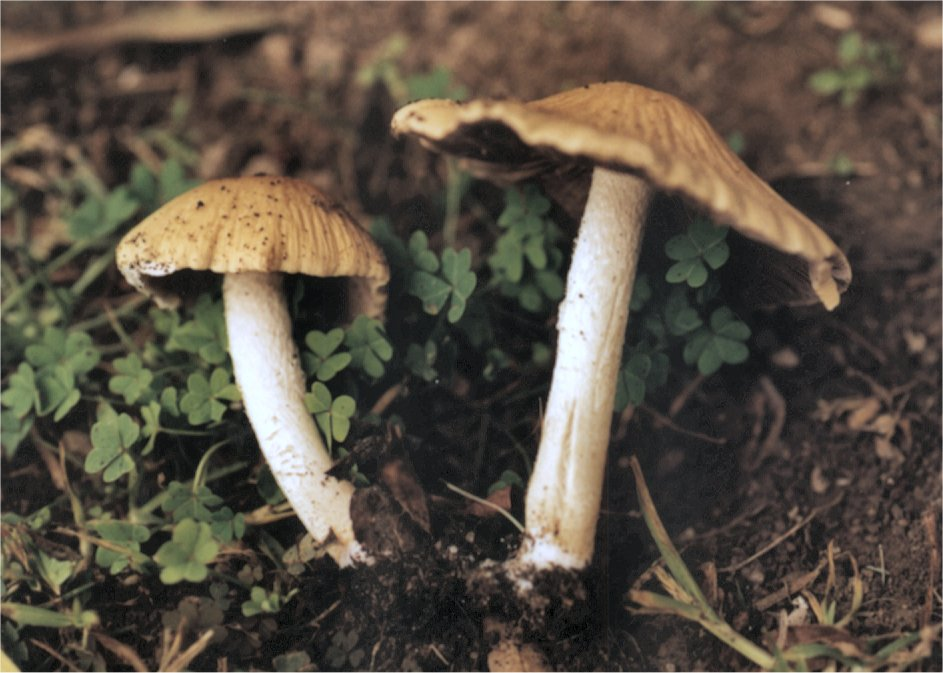
L. lacrymabunda bătrâni

## Confuzii
În mod normal, buretele poate doar fi confundat cu specii ale aceleiași familii, unele comestibile, dar nu prea gustoase, altele din cauza gustului amar sau al conținutului fibros al cărnii necomestibile, cum sunt de exemplu: Agrocybe praecox (comestibilă), Lacrymaria glareosa (necomestibilă), Psathyrella candolleana (comestibilă), Psathyrella pyrotricha (necomestibilă), sau Psathyrella spadiceogrisea (comestibilă).
Dar dacă nu se dă seama de culoarea lamelelor, specia ar putea fi confundată cu letalele soiuri Clitocybe dealbata sau Clitocybe rivulosa.

## Specii asemănătoare în imagini

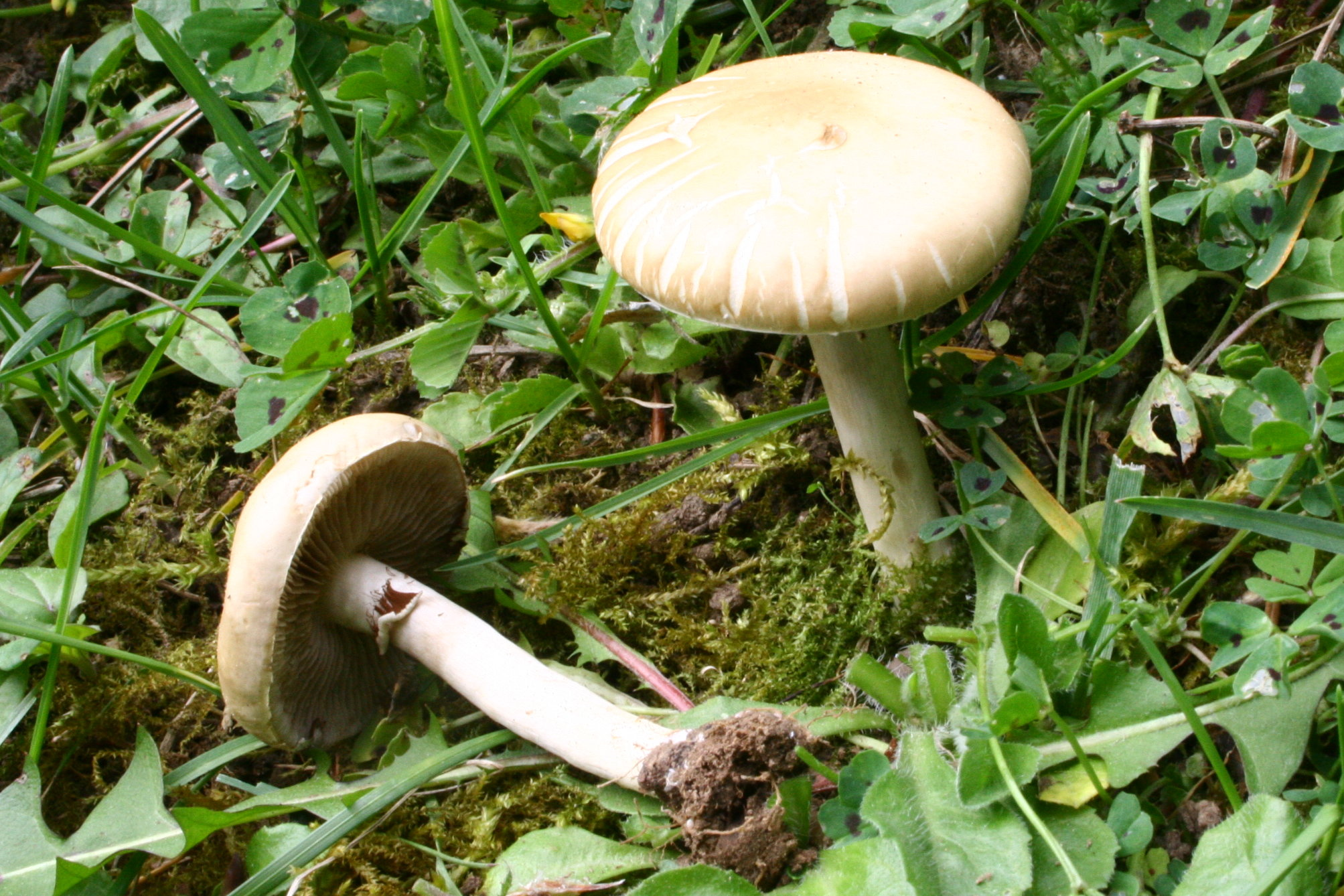
Agrocybe praecox
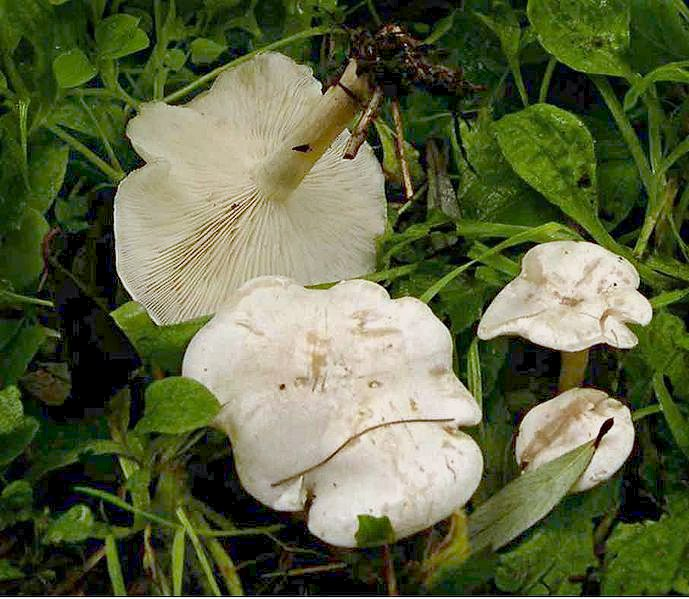
!!!Clitocybe dealbata!!!
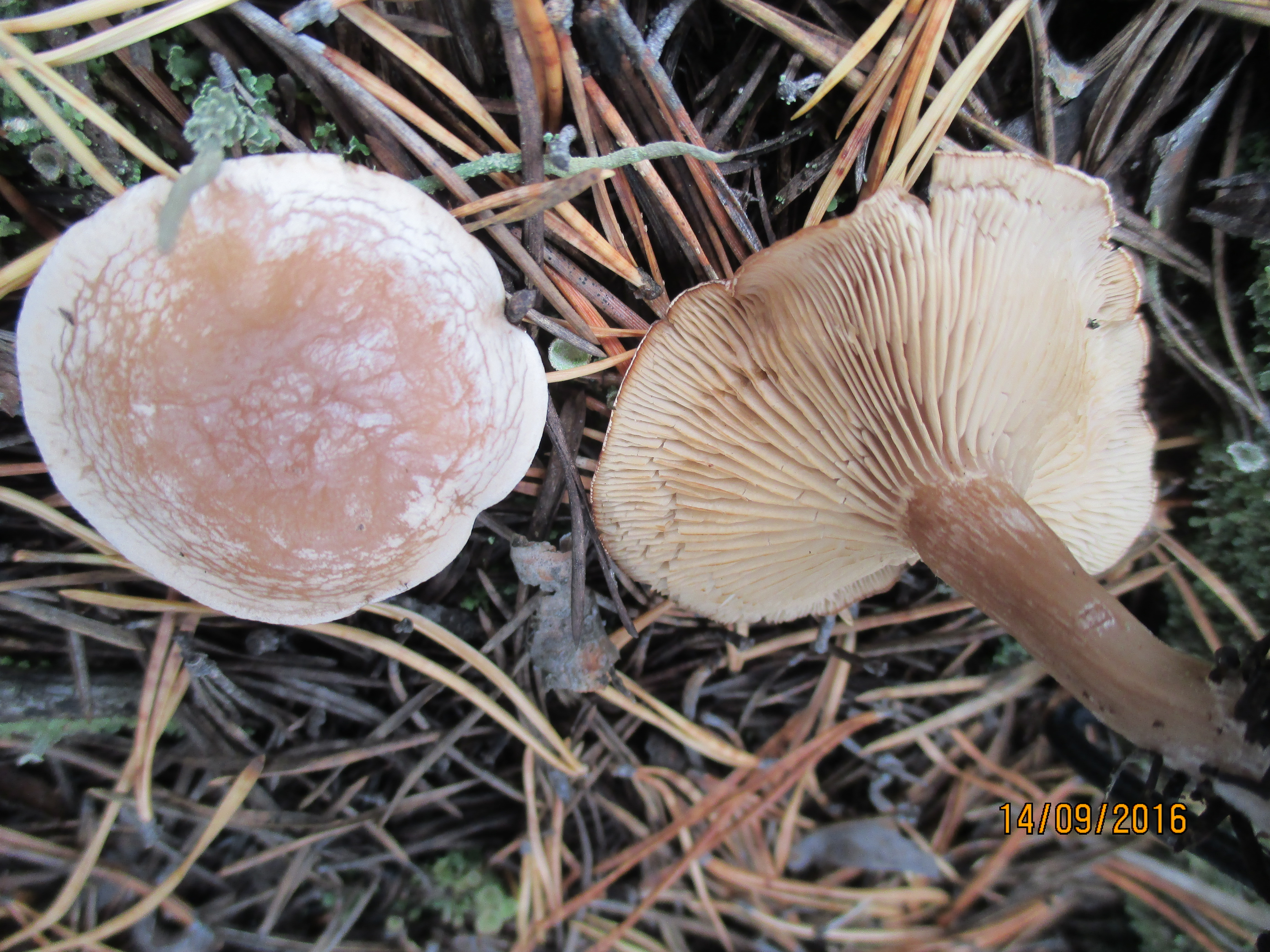
!!!Clitocybe rivulosa!!!
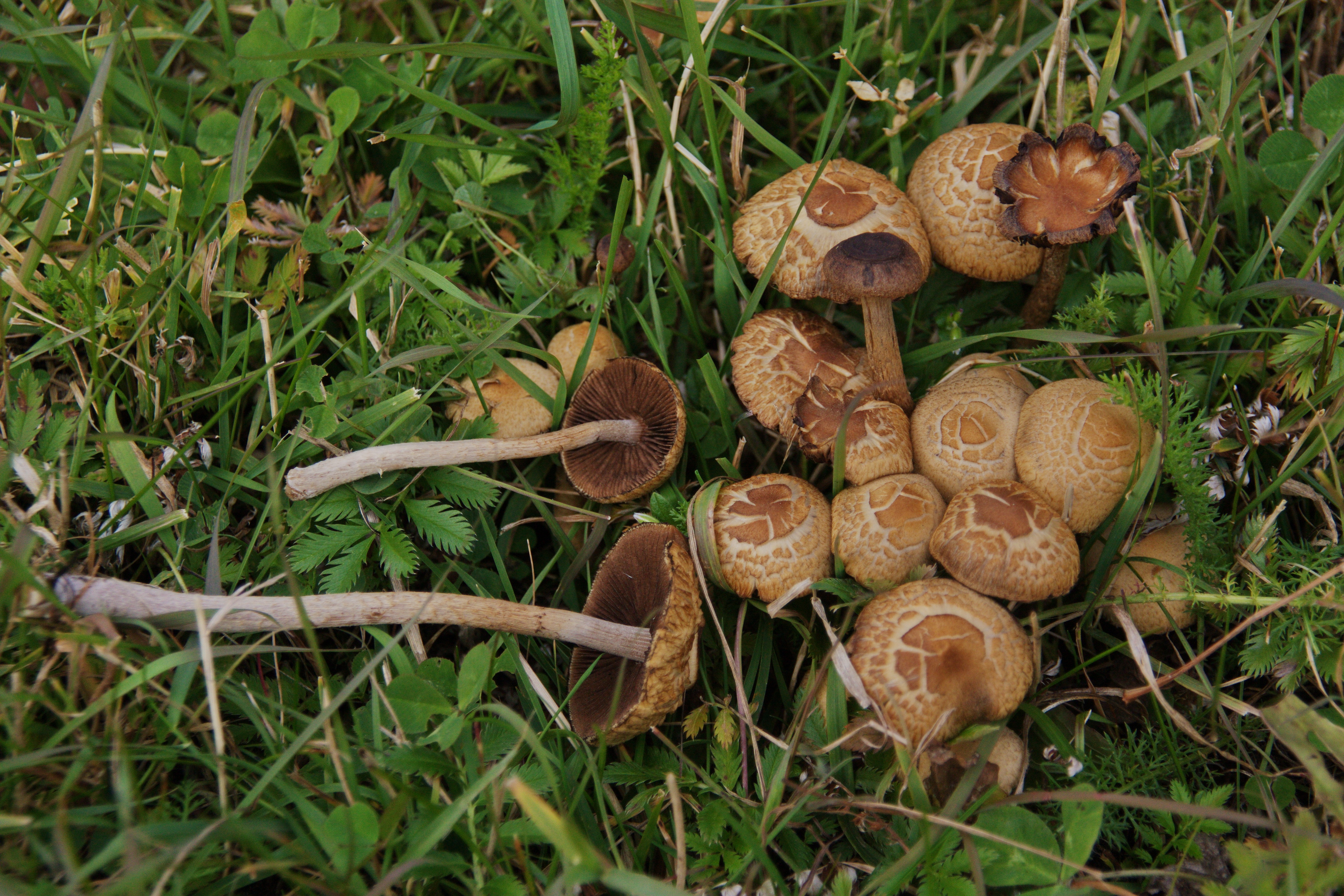
Lacrymaria glareosa
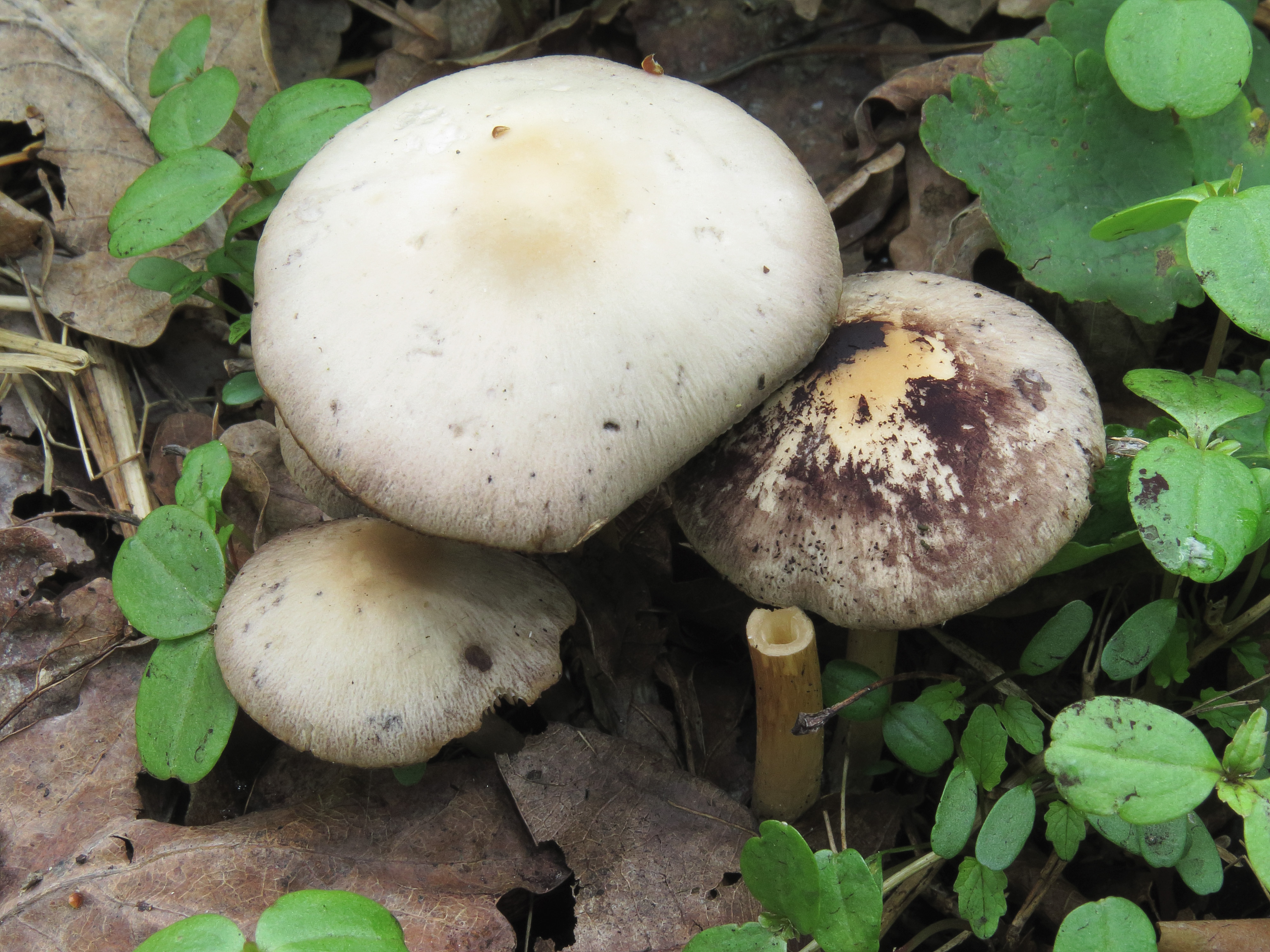
Psathyrella candolleana
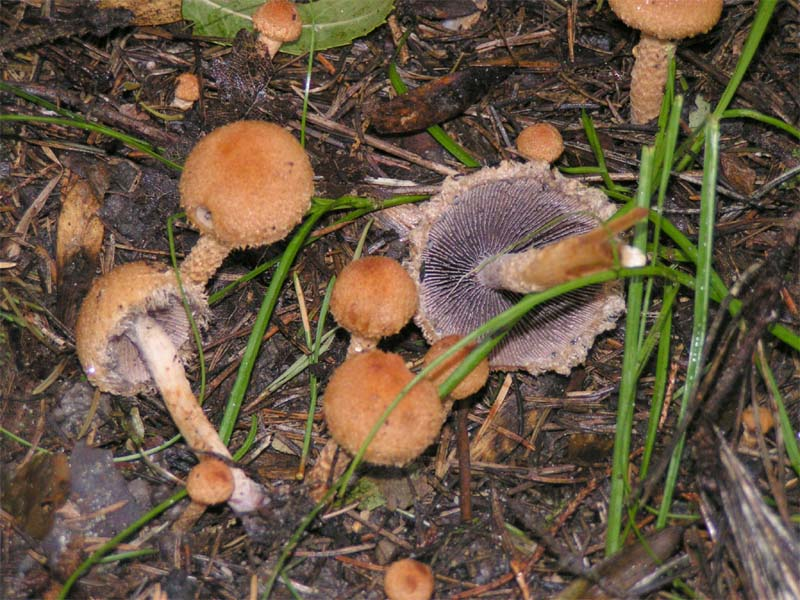
Psathyrella pyrotricha
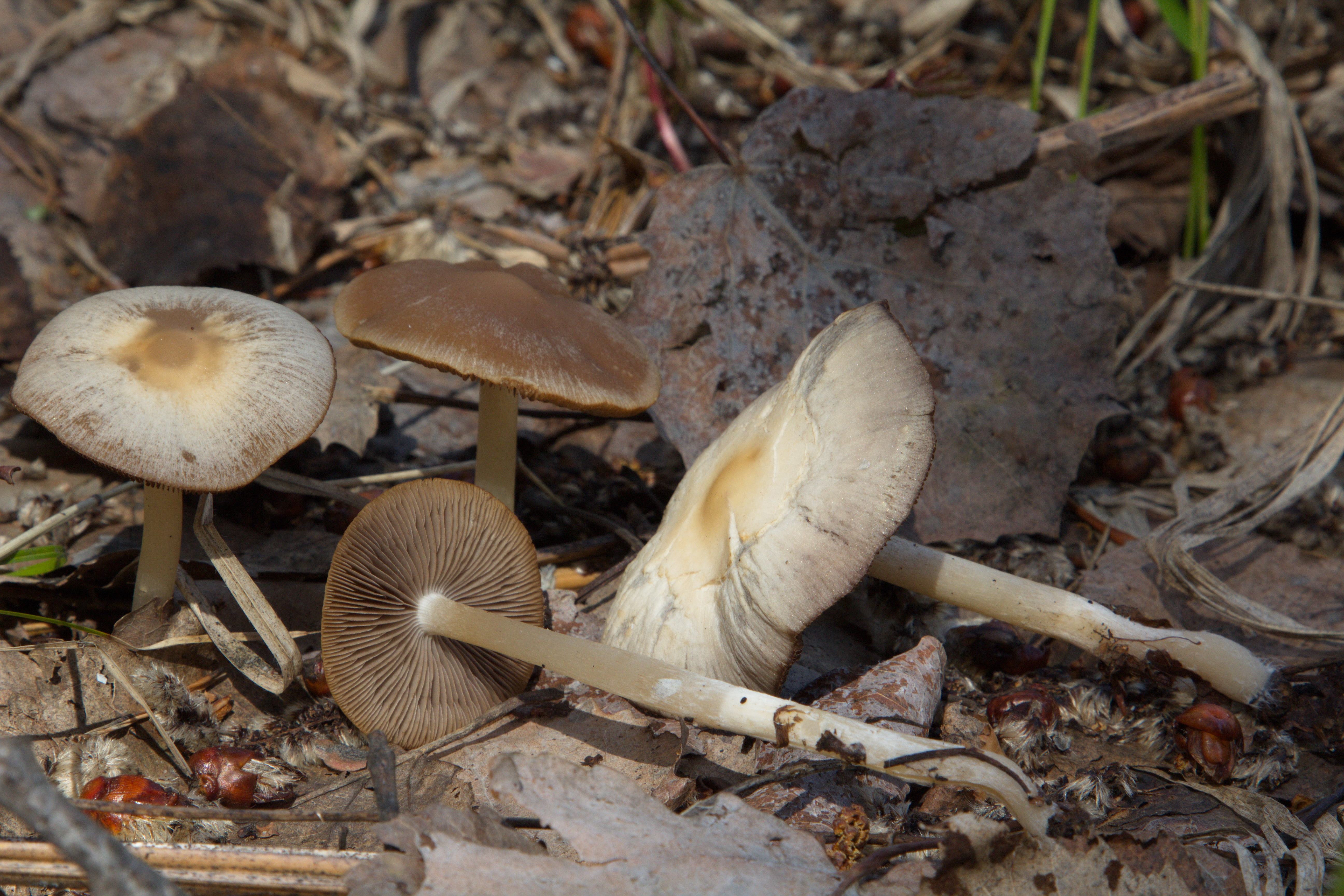
Psathyrella spadiceogrisea

## Valorificare
Exemplare tinere ale văduvei plângăcioase sunt comestibile, dar nu prea savuroase. Cu timpul, ciupercile devin din ce în ce mai amare. Piciorul nu se folosește. Se recomandă prepararea împreună cu alte ciuperci, de asemenea, bureții pot fi conservați în oțet și ulei. Nu se potrivesc pentru uscare.